# Cinnamomum mollifolium
Cinnamomum mollifolium H.W.Li – gatunek rośliny z rodziny wawrzynowatych (Lauraceae Juss.). Występuje naturalnie w południowych Chinach – w południowej części Junnanu. 

## Morfologia
PokrójZimozielone drzewo dorastające do 15 m wysokości. Kora drobno wzdłużnie prążkowana i ma brązowoszarawą barwę. Gałęzie są bezwłose.
LiścieNaprzemianległe. Mają kształt od owalnego do podłużnie owalnego. Mierzą 7,5–12 cm długości oraz 3,5–5 cm szerokości. Są skórzaste, nagie. Nasada liścia jest zaokrąglona, czasami niesymetryczna. Blaszka liściowa jest o ostrym lub krótko spiczastym wierzchołku. Ogonek liściowy jest nagi i dorasta do 10–20 mm długości.
KwiatySą niepozorne, obupłciowe, zebrane po 12–16 w wiechy o nagich osiach, rozwijają się w kątach pędów lub na ich szczytach. Kwiatostany dorastają do 7–11 cm długości, podczas gdy pojedyncze kwiaty mają długość 2–3 mm. Są owłosione i mają żółtawą barwę.
OwoceMają prawie kulisty kształt, osiągają 9 mm średnicy.

## Biologia i ekologia
Rośnie w widnych lasach oraz zaroślach. Występuje na wysokości od 100 do 1300 m n.p.m. Kwitnie od marca do kwietnia, natomiast owoce dojrzewają we wrześniu.